# Strijd tussen Vlaanderen en Holland om Zeeland Bewestenschelde
Het rechtsgebied Zeeland Bewestenschelde werd van het begin van de 11e eeuw tot het begin van de 14e eeuw betwist door de graven van Vlaanderen en Holland. De kiem van het conflict werd gelegd in 1012, maar voor zover bekend is er pas in 1165 voor het eerst gevochten tussen beide partijen. De militaire strijd, afgewisseld met lange perioden van gespannen vrede, duurde voort tot 1315, waarna in 1323 definitief te Parijs vrede werd gesloten.
Zeeland stond aanvankelijk bekend onder de Latijns naam maritima loca, letterlijk plekken aan zee. Tussen 1162 en 1189 werd de naam Zeelandia voor het eerst gebruikt. In dit gebied bevonden zich drie gouwen: Scaldis, Walachria en Bevelandia.
Het belang van Zeeland lag zowel in de beheersing van de scheepvaartroutes en daarmee de tolinkomsten, als de aanwezigheid van zeeklei die de verbouwing van graan mogelijk maakte.

## Veranderende verdragen
In 841 werd Walachria met Kinhem en Dorestad door keizer Lotharius onder het bestuur van viking-koning Harald gebracht.
In het Verdrag van Verdun van 843 werd de Schelde - en de monding van de Schelde, de huidige Oosterschelde - als grens tussen West-Francië en Midden-Francië vastgelegd. Omdat men Walachria en Bevelandia echter niet wilde scheiden van Scaldis, werd dit in 855 bij het Verdrag van Prüm aangepast, en Zeeland Bewestenschelde bij Zeeland Beoostenschelde gevoegd. In 870 werd het met het Verdrag van Meerssen de grens tussen West- en Oost-Francië.

## 11-12e eeuw

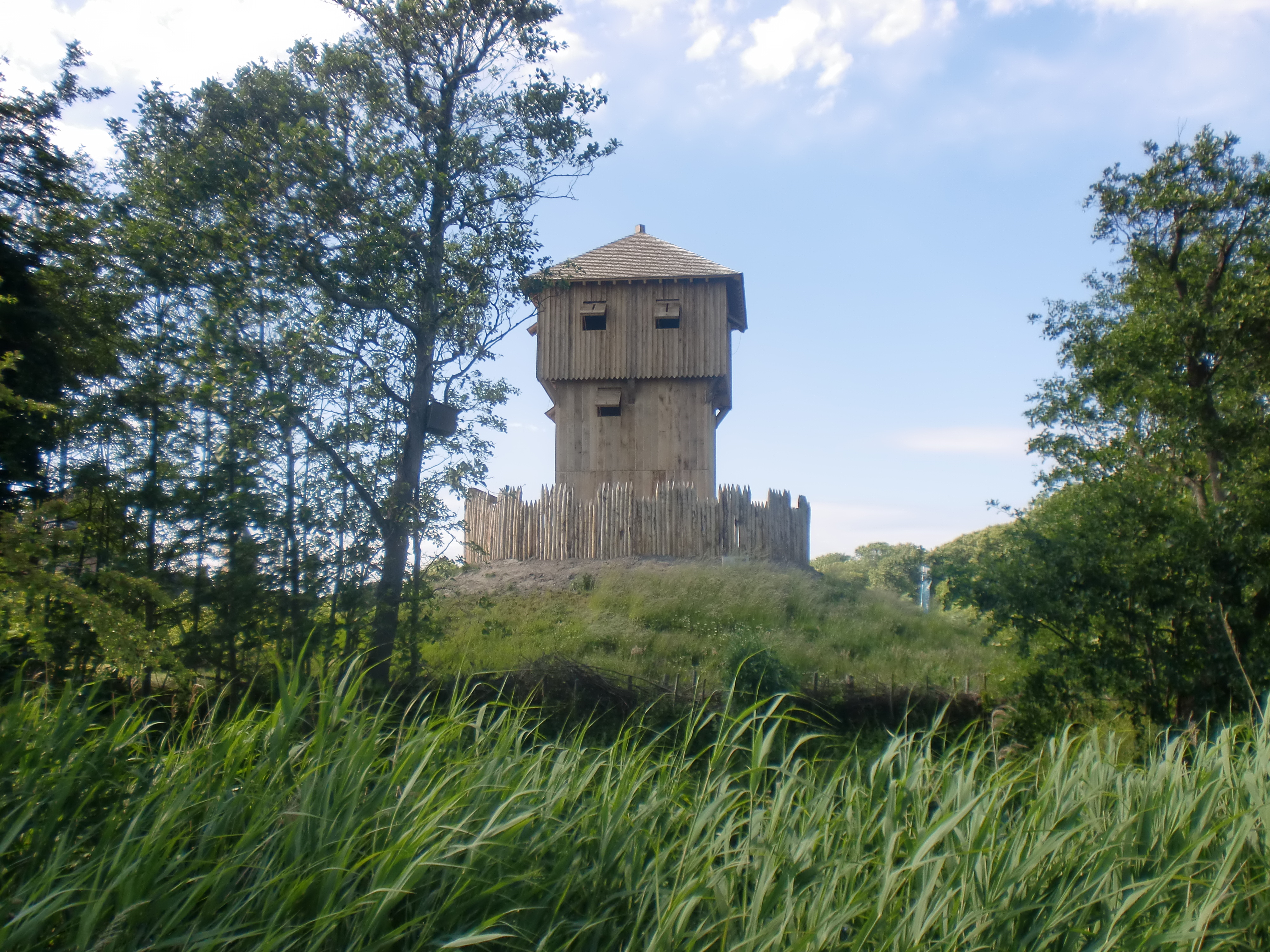
Reconstructie Mottekasteel

In 1012 werd door keizer Hendrik II Zeeland Bewestenschelde beleend aan Boudewijn IV van Vlaanderen. Zeeland Beoostenschelde stond toen al onder invloed van de graaf van Holland. Door de investituurstrijd kwam het gebied vanaf 1076 onder de graaf van Holland, als leen van Vlaanderen. In deze periode had Vlaanderen een goede band met Holland. De Vlaamse graaf Robrecht de Fries hielp zelfs zijn stiefzoon Dirk V van Holland in de strijd voor de herovering van diens graafschap op de bisschop van Utrecht.
Vanaf de 11e eeuw werden veel gebieden in Zeeland ingepolderd. Dit werd gedaan in opdracht van de Vlaamse abdijen die Zeeland grotendeels in handen hadden. Op de schorren en slikken werden schapen gehouden. Door de wol ontstond er wolhandel. Rond die tijd speelden abdijen en kloosters een belangrijke rol in het leven in Zeeland. De monniken zorgden ervoor dat de landbouw geordend verliep. Hierdoor nam de handel en dus de welvaart toe.
In 1128, na de moord op de Vlaamse graaf Karel de Goede, viel Zeeland Bewestenschelde aan de graaf van Holland, als leen van Vlaanderen. Dit leidde tot verschillende schermutselingen tussen Floris III van Holland en Filips van de Elzas, graaf van Vlaanderen.

### Hollandse tolheffing
Floris III begon tol te heffen bij Geervliet, wat de Vlaamse handel op de Rijnlandgouw belemmerde. Daarnaast liet hij Vlaamse schepen kapen en maakte met Burggraaf Heer Dirk van Beveren aanspraak op Waasland. Filips greep in 1158 in en Floris III moest zich onderwerpen aan Filips. In 1166 stelde Floris III de tol bij Geervliet weer in, waarop Filips wederom ingreep en Floris gevangennam. Deze moest hierdoor in 1167 het Verdrag van Brugge accepteren, waardoor de Vlaamse kooplui in Holland rechten kregen over Zeeland. Dit verdrag bepaalde de situatie in Zeeland voor meer dan een eeuw. Er werd in bepaald dat Zeeland Bewestenschelde geregeerd werd als condominium, waarbij de soevereiniteit gedeeld werd door Vlaanderen en Holland. In de 12e eeuw had Vlaanderen dus de overhand, maar met het groeien van de Hollandse macht verschoof dit in de 13e eeuw.
Hoewel in het Verdrag van Brugge was vastgesteld dat de Hollanders geen tol zouden vragen aan de Vlamingen, werd in 1179 de tol te Geervliet toch weer ingesteld. In 1195 werd dit door keizer Hendrik VI bevestigd. Dit was reden voor de Vlaamse graaf Boudewijn om de strijd aan te gaan met Dirk VII van Holland, die op dat moment al verwikkeld was in een strijd met zijn jongere broer Willem, die steun had gezocht bij de Drechterfriezen. Dirk wist met hulp van zijn vrouw Aleid beide dreigingen het hoofd te bieden en de Vlamingen te verjagen.

## Vlaams-Henegouwse Successieoorlog

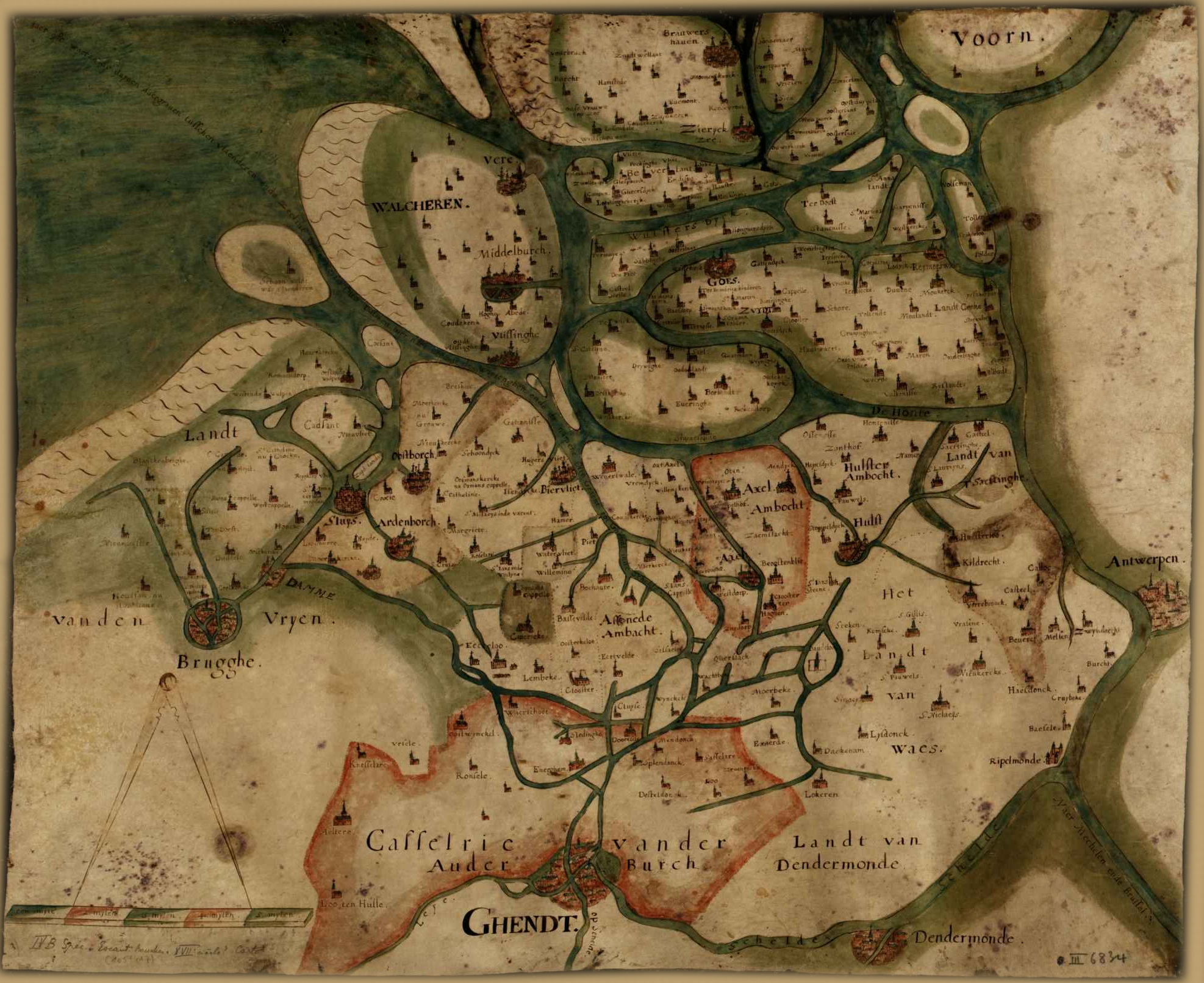
16e-eeuwse voorstelling van Zeeland in 1274

Toen Margaretha II van Vlaanderen haar kinderloze zuster Johanna in 1244 opvolgde als gravin van Vlaanderen en Henegouwen, brak een strijd los tussen de kinderen uit Margaretha's beide huwelijken, de Avesnes en de Dampierres. De Franse koning, in 1246 met de bemiddeling belast, wees Vlaanderen toe aan haar zoon Gwijde van Dampierre en Henegouwen aan haar zoon Jan van Avesnes (feitelijk later haar kleinzoon Jan II van Avesnes).
Willem II van Holland zag in de aansluiting bij het huis Avesnes een mogelijkheid om de heerschappij over Zeeland Bewestenschelde te verkrijgen. Het kwam tot een conflict toen hij, vanaf 1248 koning van het Heilige Roomse Rijk, weigerde leenhulde te brengen aan Margaretha. Sinds Willem koning was, bestond namelijk de vreemde situatie dat hij leenman was van Margaretha, omdat hij Zeeland Bewestenschelde als graaf van Holland in achterleen had van haar. Als koning was hij echter leenheer van Margaretha.
Op de Rijksdag in 1252 verklaarde Willem Margaretha van haar lenen vervallen en wees deze toe aan zijn zwager Jan van Avesnes. In 1253 kwam het tot de Slag bij Westkapelle. Gwijde van Dampierre leed hierbij een nederlaag in de strijd met zijn halfbroers Jan en Boudewijn van Avesnes. Het was een van de zwaarste nederlagen die een Vlaams leger ooit had geleden.
In juli 1255 werd een wapenstilstand gesloten, na de dood van Willem II op 28 januari 1256 in West-Friesland gevolgd door een vrede na uitspraak van de Dit de Péronne, een arbitrage onder koning Lodewijk IX van Frankrijk. De Hollandse graaf moest nog steeds leenhulde afleggen aan de Vlaamse graaf voor Zeeland Bewestenschelde, maar er was geen sprake meer van een condominium. De helft van de inkomsten die aanvankelijk naar de Vlaamse graaf gingen, kwamen nu toe aan Floris de Voogd, die als regent optrad voor Floris V.
Toen Jan van Avesnes in 1257 overleed leek de hele situatie een overwinning voor Margaretha in de Vlaams-Henegouwse Successieoorlog. De schuldenlast van de Vlaamse overheid was echter dusdanig gestegen, dat de steden meer privileges kregen in ruil voor kapitaal.
Het lag in de bedoeling van Margaretha dat Zeeland een apart graafschap onder Floris de Voogd zou worden, afhankelijk van Vlaanderen. Floris de Voogd overleed echter in 1258 tijdens een toernooi, waarna de oude situatie terugkeerde, tot ergernis van Vlaanderen. Dit werd nog versterkt toen Floris van Avesnes in 1272 stadhouder van Zeeland werd.
In 1290 leidde dit tot de gevangenneming van Floris V door Gwijde van Dampierre tijdens vredesbesprekingen in Biervliet op initiatief van hertog Jan I van Brabant. Floris werd pas vrijgelaten na leenschap te hebben toegezegd voor Zeeland en de betaling van een schatting. Uiteindelijk trok hij zich niets aan van de gedane toezeggingen, afgezien van een kleine betaling van de schatting.
Het huis Avesnes heerste vanaf 1299 in een personele unie over de graafschappen Zeeland en Holland. Na de dood van Floris V van Holland in 1296 stond zijn jonge zoon Jan in eerste instantie geheel onder invloed van de Vlaamsgezinde Jan III van Renesse. Op 30 april 1297 droeg Jan het bestuur echter over aan Wolfert van Borssele. Na een conflict met het stadsbestuur van Dordrecht werd Van Borssele op 1 augustus 1299 vermoord. Hierna benoemden de steden Jan II van Avesnes, graaf van Henegouwen als regent en op 27 oktober 1299 droeg Jan I de regering voor een periode van 5 jaar aan hem over. Twee weken later stierf Jan, 15 jaar oud, en met hem stierf ook het Hollandse huis uit. Jan van Avesnes, die diens naaste mannelijke erfgenaam was, werd na diens dood in 1299 graaf van Holland. Voortaan was Holland in een personele unie met Henegouwen verenigd onder het Henegouwse huis.

## 14e eeuw
In 1300/1301 wist Jan van Avesnes de Franse successen in Vlaanderen uit te buiten om zijn positie te consolideren. Hij versloeg de Zeeuwse opstandelingen en maakte zijn broer Gwijde van Avesnes tot bisschop van Utrecht in 1301.
In 1297 keerde graaf Gwijde van Dampierre zich tegen de Franse invloed in Vlaanderen en sloot een militair verbond met Engeland. In 1300 was het Franse geduld op en Filips de Schone liet Vlaanderen bezetten met hulp van Fransgezinde stadsbesturen (leliaards). Graaf Gwijde werd gevangengezet, maar kon rekenen op steun van de Liebaards: adel, ambachtslieden en boeren. Openlijk verzet vond plaats tijdens de Brugse Metten op 18 mei 1302, een bloedige overval van Bruggelingen op Franse troepen die een dag eerder de onrustige stad hadden ingenomen. Het bleek de opmaat voor een bevrijdingsoffensief richting Kortrijk en op 11 juli werden de Fransen bij die stad verslagen in de Guldensporenslag onder leiding van Willem van Gulik, Gwijde van Namen, Phillipus Baelde, Pieter van Belle, en Jan III van Renesse.
Door de rust in het zuiden kon Gwijde van Dampierre, graaf van Vlaanderen, zich nu richten op zijn oude rivaal, Jan II van Avesnes, graaf van Holland en Henegouwen. Deze had in de Guldensporenslag meegestreden met de Fransen. In februari 1303 werd het offensief in Henegouwen begonnen. Lessen werd op 2 april veroverd en met 22 dorpen in de omgeving in brand gestoken. Als wraak ging de zeventienjarige zoon van Jan van Avesnes, Willem, op plundertocht vanuit Arnemuiden naar Terhofstede op het eiland van Cadzand.
Hierop formeerden de Vlamingen in Sluis een vloot die onder Gwijde van Namen, de zoon van Gwijde van Dampierre, de rechten op Zeeland opeiste. Dit werd gesteund door het Vlaamsgezinde deel van de Zeeuwse edellieden die door Willem van Avesnes waren verbannen. Op 23 april verliet de vloot de haven op weg naar het Sloe, tussen Walcheren en Zuid-Beveland. Jan II van Avesnes liet de verdediging over aan zijn zoon Willem.
De Vlamingen veroverden heel Walcheren en de overige Zeeuwse eilanden. Slechts Zierikzee wist stand te houden. Begin juli werd een wapenstilstand gesloten, waarbij graaf Jan II de eilanden tot aan de Maas afstond aan Gwijde van Namen, met uitzondering van Zierikzee, dat echter niet mocht worden versterkt.
Na wat plundertochten in het noorden van Frankrijk door de Vlamingen zegden zij in het voorjaar van 1304 het bestand op met Holland. De Vlamingen trokken om Zierikzee Holland en Utrecht binnen, waarna Jan II van Brabant zich bij de Vlamingen aansloot. In maart 1304 brachten zij onder Gwijde van Namen op Duiveland een nederlaag toe aan Jan II van Avesnes zoon Willem. Bisschop Gwijde van Utrecht werd gevangengenomen en in Utrecht volgde een anti-Hollandse reactie. Holland en Zeeland zelf vielen grotendeels in handen van Gwijde van Namen of van Jan II van Brabant, die zich bij de aanvallers had gevoegd. Utrecht, Leiden en Delft werden ingenomen.
Alleen Dordrecht en Haarlem hielden stand. Witte van Haemstede, de bastaardzoon van graaf Floris V, wist de Hollandse steden echter weer aan de zijde van Willem te brengen, waarna de Vlamingen zich terugtrokken uit Holland. Hierop volgde het Vlaams beleg van Zierikzee. Zierikzee hield stand, maar dreigde te verhongeren.
Ondertussen verliep eind juni het bestand met Frankrijk. De Franse koning Filips de Schone had een machtig landleger gevormd, dat begin augustus de zuidgrens van Vlaanderen overstak en via een omweg Doornik bereikte. Een paar weken daarvoor had hij admiraal Reinier Grimaldi naar Holland gestuurd om steun te bieden. Op 10 en 11 augustus vond de Slag bij Zierikzee plaats. Dit resulteerde in een Frans-Hollandse overwinning, waarna de Vlamingen het beleg ophieven. Een week na de slag versloeg het grote landleger van Filips de Schone de Vlamingen in de Slag bij Pevelenberg.
Uiteindelijk bij de Vrede van Parijs van 1323 tussen Vlaanderen en Henegouwen/Holland zag de graaf van Vlaanderen af van aanspraken op Zeeland door Willem de Goede (1287 – Valenciennes, 7 juni 1337) te erkennen als graaf Willem III van Henegouwen, Holland en Zeeland. De Honte - later Westerschelde genoemd - werd de grens tussen de graafschappen Vlaanderen en Zeeland.